# Candiolo

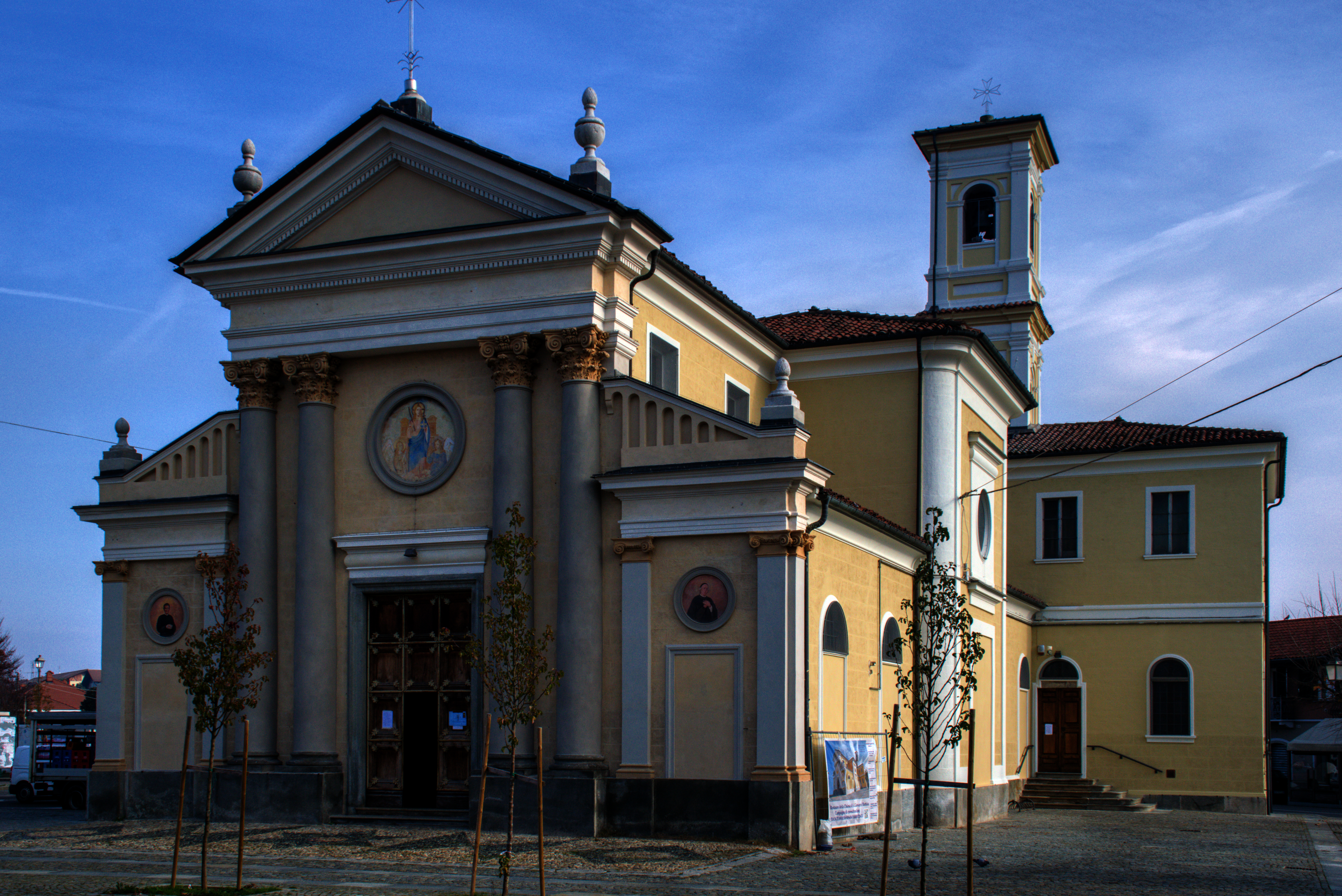
Parrocchiale di Candiolo

Candiolo (Candieul in piemontese) è un comune italiano di 5 564 abitanti della città metropolitana di Torino, in Piemonte.

## Storia

### Simboli
(Antonio Manno, Bibliografia storica degli Stati della monarchia di Savoia, 1892)
Nello stemma in uso le lettere d'oro sono poste nei cantoni inferiori dello scudo.
Il gonfalone è un drappo di azzurro.

## Monumenti e luoghi d'interesse
Nel capoluogo comunale sorge la chiesa parrocchiale di San Giovanni Battista, risalente al XVIII secolo. 
All'interno del parco naturale di Stupinigi è presente il castello medievale di Parpaglia, che attualmente versa in forte grado di abbandono.
Nei pressi del confine comunale di Candiolo si trovano invece la Palazzina reale di caccia di Stupinigi (frazione di Nichelino) e lo storico ippodromo di Vinovo, sito nella frazione Garino (Vinovo).

## Società

### Evoluzione demografica
A partire dall'anno 1961, la popolazione di Candiolo si è quasi triplicata.
Abitanti censiti

### Etnie e minoranze straniere
Secondo i dati Istat al 31 dicembre 2017, i cittadini stranieri residenti a Candiolo sono 172, così suddivisi per nazionalità, elencando per le presenze più significative:
1. Romania, 93
2. Marocco, 23

## Istituzioni, enti e associazioni

### Istituzioni sanitarie
Nel territorio di Candiolo ha sede un importante Istituto di ricovero e cura a carattere scientifico (precedentemente noto come I.R.C.C. Istituto per la Ricerca e la Cura del Cancro), divenuto durante nel corso dei decenni un polo ospedaliero e un laboratorio di ricerca oncologica di riferimento regionale, interregionale e internazionale.
Nelle vicinanze di Candiolo, è presente lo storico ospedale San Luigi Gonzaga di Orbassano (in regione Gonzole), nel cui parco ospita anche il Centro regionale antidoping.

## Cultura

### Biblioteca
A Candiolo è presente la biblioteca Enzo Biagi.

## Infrastrutture e trasporti

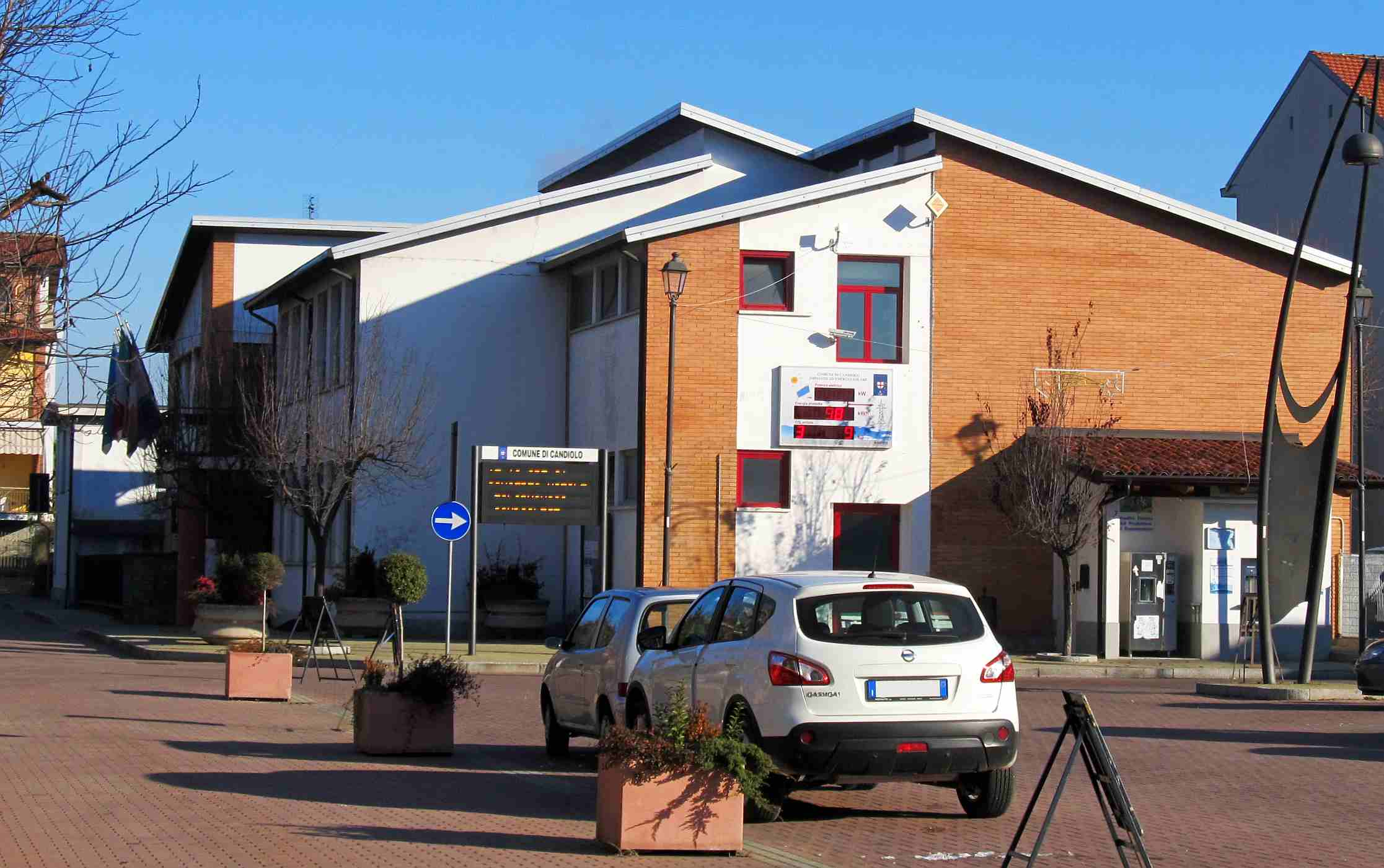
Il nuovo municipio

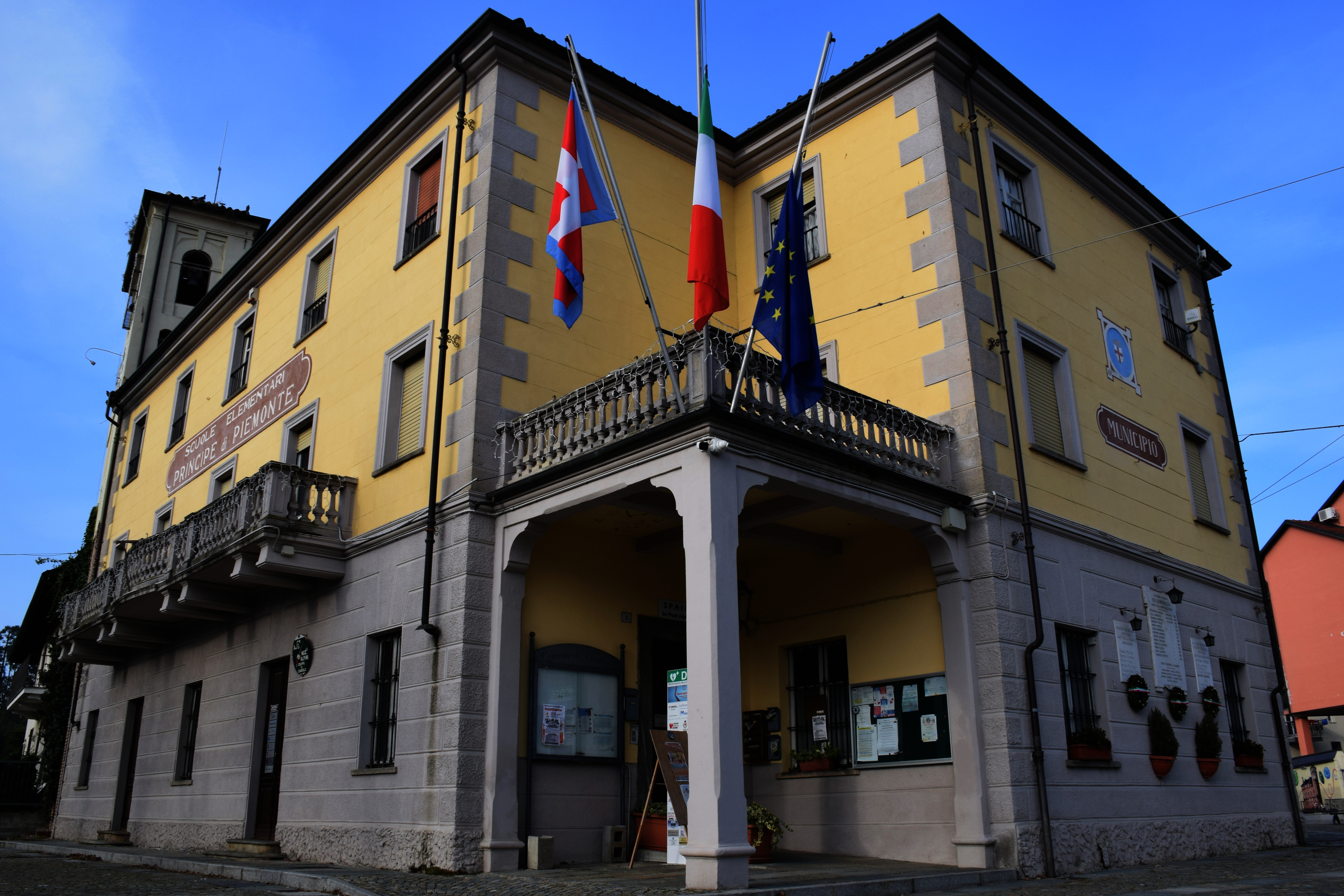
Il vecchio municipio

La stazione di Candiolo, posta lungo la ferrovia Torino-Torre Pellice, è servita da treni della linea SFM 2 Pinerolo-Chivasso del Servizio ferroviario metropolitano di Torino.
Tra il 1882 e il 1934 Candiolo era servita dalla tranvia Torino-Piobesi.
Il comune è anche servito dalle linee della rete suburbana di bus, la 35N che permette il collegamento con Garino, Nichelino.
Alla stazione di Candiolo è inoltre raccordato il binario della ditta Ambrogio Trasporti, che possiede uno scalo merci per servizi logistici su ferro e gomma, a livello regionale ed interregionale.

## Amministrazione

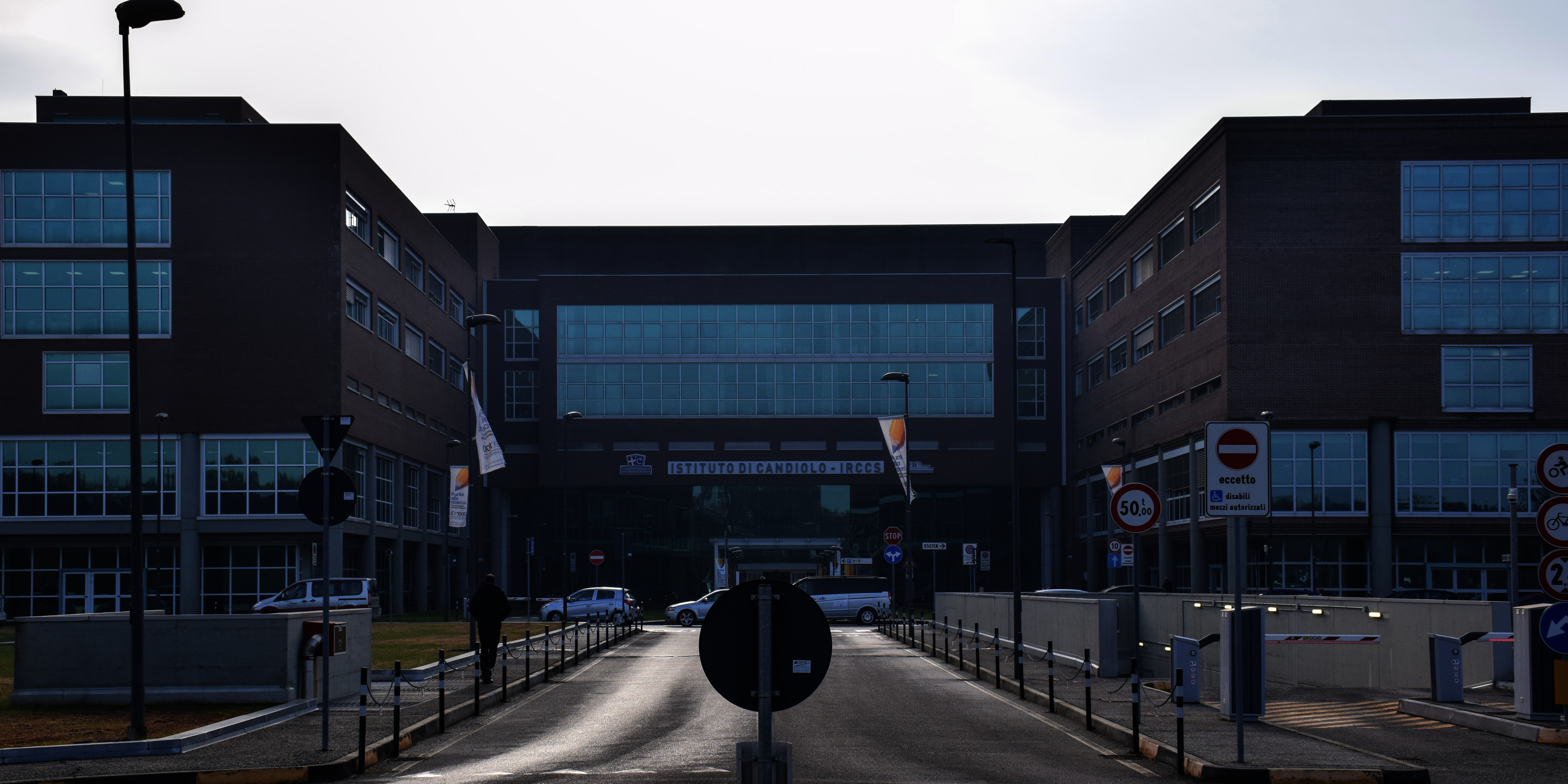
IRCCS a Candiolo

| Periodo | Periodo   | Primo cittadino  | Partito         | Carica  | Note |
| ------- | --------- | ---------------- | --------------- | ------- | ---- |
| 2004    | 2009      | Antonio Costanzo | centro-sinistra | Sindaco |      |
| 2009    | 2014      | Valter Molino    | centro-sinistra | Sindaco |      |
| 2014    | 2019      | Stefano Boccardo | lista civica    | Sindaco |      |
| 2019    | 2024      | Stefano Boccardo | lista civica    | Sindaco |      |
| 2024    | in carica | Chiara Lamberto  | lista civica    | Sindaco |      |

### Gemellaggi
- Pouilly-sous-Charlieu, dal 2007[12]
- Contea di Santa Cruz, dal 2005[12]

## Sport
La maggior società calcistica locale è il Chisola, nata nel 1998 dalla fusione di tre club preesistenti del circondario (Candiolo, Piobesi e CCR Vinovo) e che opera a Piobesi e Vinovo. Contraddistinta dai colori bianco-blu, vanta come massimo successo della propria storia societaria la partecipazione alla Serie D. Le gare interne si disputano al campo sportivo Dino Marola di Vinovo.